# 江上潔
江上 潔（えがみ きよし、1960年 - ）は、日本の男性アニメーター、アニメーション演出家、アニメーション監督。

## 来歴
サンライズに入社し、制作進行・演出助手を務めた後に『蒼き流星SPTレイズナー』の第10話「エイジ!?と呼んだ」で演出デビュー。

## 参加作品

### テレビアニメ
1985年
- 蒼き流星SPTレイズナー（演出・演出助手）

1986年
- 機動戦士ガンダムΖΖ（演出）

1987年
- シティーハンター（-1988年、絵コンテ・演出）

1988年
- シティーハンター2（ - 1989年、絵コンテ・演出）

1989年
- シティーハンター3（ - 1990年、絵コンテ・演出）
- 獣神ライガー（ - 1990年、絵コンテ・演出）

1990年
- オバタリアン（演出）
- つる姫じゃ〜っ!（絵コンテ・演出）

1991年
- 機甲警察メタルジャック（チーフディレクター（後半）・絵コンテ）
- シティーハンター'91（監督・絵コンテ・演出）

1992年
- 元気爆発ガンバルガー（絵コンテ・演出）
- ママは小学4年生（絵コンテ）
- クッキングパパ（-1995年、絵コンテ）

1993年
- 機動戦士Vガンダム（-1994年、絵コンテ・演出）

1994年
- ハックルベリー・フィン物語（-1995年、絵コンテ・演出）

1995年
- クマのプー太郎（-1996年、絵コンテ・演出）
- 鬼神童子ZENKI（絵コンテ・演出）
- モジャ公（絵コンテ）

1996年
- 爆走兄弟レッツ&ゴー!!（絵コンテ）
- こちら葛飾区亀有公園前派出所（-2004年、絵コンテ）
- 少年サンタの大冒険!（絵コンテ・演出）
- 逮捕しちゃうぞ（-1997年、絵コンテ・演出）

1997年
- HARELUYA II BØY（監督・絵コンテ・演出）

1998年
- ヴァイスクロイツ（監督（第1 - 15話）・絵コンテ・演出）
- スーパードール★リカちゃん（-1999年、絵コンテ・演出）
- 突撃!パッパラ隊（-1999年、絵コンテ）
- ポケットモンスター（演出）

1999年
- ビックリマン2000（-2001年、絵コンテ）
- 週刊ストーリーランド（-2001年、絵コンテ）

2000年
- コレクター・ユイ 第2期（絵コンテ・演出）
- 陽だまりの樹（絵コンテ・演出）

2001年
- 学園戦記ムリョウ（絵コンテ・演出）
- 仰天人間バトシーラー（演出）※えがみきよし名義
- サイボーグ009 THE CYBORG SOLDIER（-2002年、演出）
- 星のカービィ（-2003年、絵コンテ・演出）

2002年
- 魔王ダンテ（絵コンテ・演出）
- 天地無用!GXP（絵コンテ・演出）
- PIANO（演出）
- ハングリーハート WILD STRIKER（-2003年、絵コンテ）

2003年
- コロッケ!（-2005年、絵コンテ）
- ウルトラマニアック（絵コンテ）
- 妄想科学シリーズ ワンダバスタイル（絵コンテ）
- まぶらほ（絵コンテ）
- 真・女神転生Dチルドレン ライト&ダーク（絵コンテ）
- ギルガメッシュ（絵コンテ）
- シンデレラボーイ（演出）
- おもいっきり科学アドベンチャー そーなんだ!（-2004年、絵コンテ）
- ソニックX（-2004年、絵コンテ）

2004年
- 宇宙交響詩メーテル 銀河鉄道999外伝（絵コンテ）
- スクールランブル（絵コンテ）
- 神無月の巫女（演出）
- サムライガン（絵コンテ）
- マシュマロ通信（-2005年、絵コンテ）

2005年
- ゾイドジェネシス（絵コンテ）
- モンキーターン（絵コンテ）
- ピーチガール（絵コンテ）
- 新釈 眞田十勇士（絵コンテ）
- カペタ（絵コンテ）
- 遊☆戯☆王デュエルモンスターズGX（-2008年、絵コンテ）

2006年
- 砂沙美☆魔法少女クラブ（絵コンテ・演出）
- 砂沙美☆魔法少女クラブ シーズン2（絵コンテ・演出）
- はぴねす!（絵コンテ）
- 蒼天の拳（絵コンテ）
- モンキーターンV（絵コンテ）
- 学園ヘヴン BOY'S LOVE HYPER!（絵コンテ）
- 銀色のオリンシス（絵コンテ）
- 僕等がいた（絵コンテ）
- 家庭教師ヒットマンREBORN!（-2010年、絵コンテ）
- D.Gray-man（-2008年、絵コンテ）

2007年
- この青空に約束を（絵コンテ）

2008年
- ひだまりスケッチ×365（絵コンテ）
- 秘密 〜The Revelation〜（絵コンテ）
- それいけ!アンパンマン（-2011年、絵コンテ）※えがみきよし名義
- 遊☆戯☆王5D's（-2011年、絵コンテ）
- ヤッターマン（-2009年、絵コンテ）

2011年
- 遊☆戯☆王ZEXAL（-2012年、絵コンテ）

2012年
- 戦姫絶唱シンフォギア（演出）
- とっとこハム太郎（-2013年、絵コンテ）
- 人類は衰退しました（絵コンテ・演出）
- 武装神姫（演出）
- ベイウィールズ（絵コンテ）

2013年
- 幕末義人伝 浪漫（絵コンテ・演出）
- ビーストサーガ（絵コンテ）
- 宇宙戦艦ヤマト2199（演出）
- LINE TOWN（-2014年、絵コンテ）

2014年
- 遊☆戯☆王ARC-V（絵コンテ）
- ガンダムビルドファイターズトライ（-2015年、絵コンテ）

2015年
- 戦姫絶唱シンフォギアGX（絵コンテ）
- 銀魂゜（絵コンテ）
- ルパン三世 PART IV（絵コンテ）

2016年
- ナンバカ（絵コンテ）

2018年
- ゴールデンカムイ（演出）

2021年
- SCARLET NEXUS（演出）

2022年
- ルパン三世 PART6（演出）
- ラブライブ!虹ヶ咲学園スクールアイドル同好会（演出）
- 機動戦士ガンダム 水星の魔女（絵コンテ・演出）

2023年
- ドラえもん（テレビ朝日版第2期）（ - 2024年、演出）
- シャドウバースF（絵コンテ・演出）

### 劇場アニメ
1990年
- シティーハンター 百万ドルの陰謀（演出）

### OVA
1985年
- 銀河漂流バイファム 消えた12人（演出助手）

1991年
- 機動戦士SDガンダム パパルの暁 第103話「スギナムの花嫁」（監督・演出・脚本）

1994年
- ワイルド7（監督・絵コンテ）

1999年
- 銀河英雄伝説外伝 第2期（-2000年、絵コンテ）

2005年
- テイルズ オブ ファンタジア THE ANIMATION（演出）

2015年
- 機動戦士ガンダム THE ORIGIN（演出）

### Webアニメ
2018年
- 異世界居酒屋〜古都アイテーリアの居酒屋のぶ〜（演出）